# 近見山

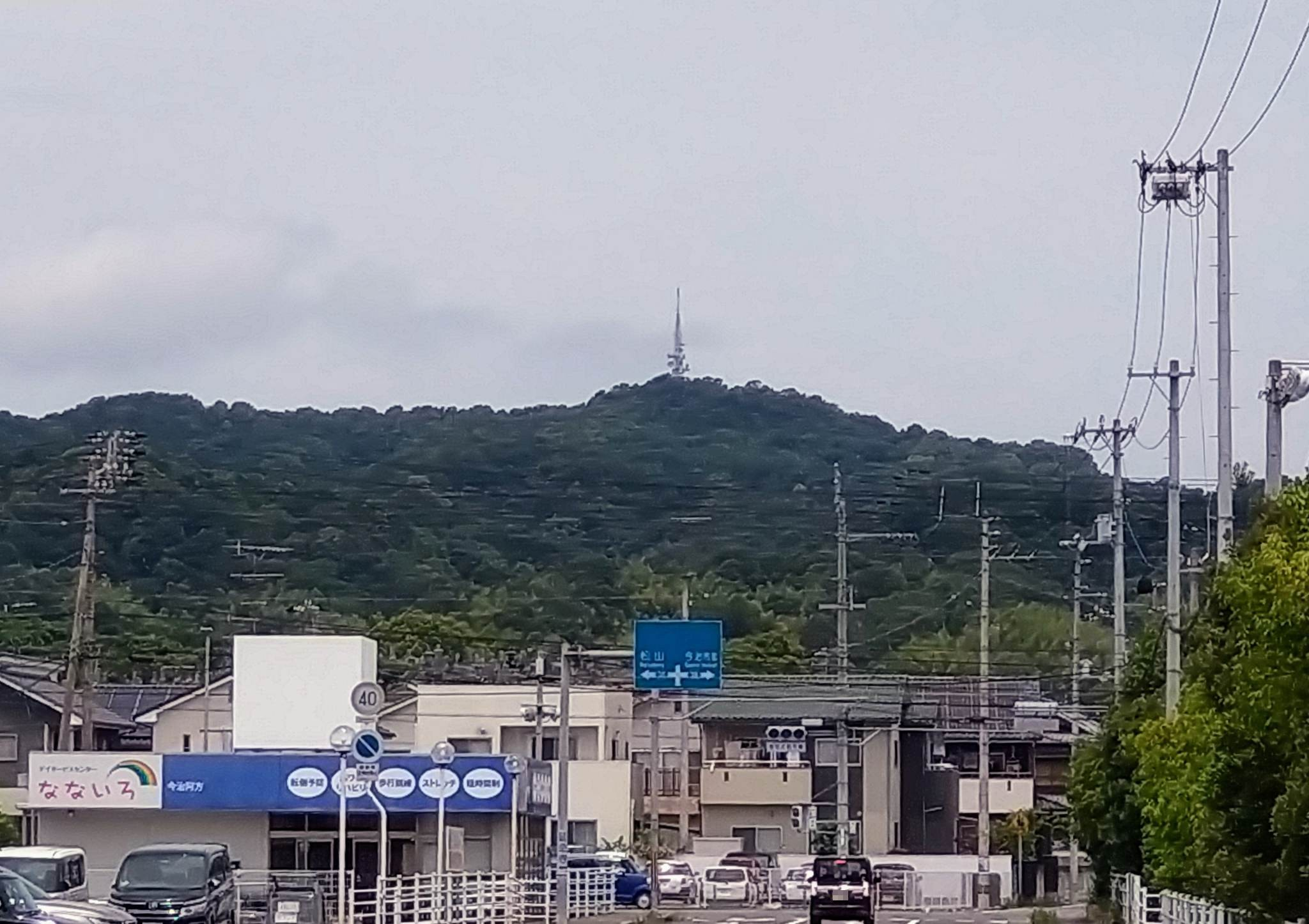
延命寺付近の南側より

近見山(ちかみやま)とは、愛媛県今治市の波止浜町に位置する標高243.5mの山である。瀬戸内海国立公園に指定されている。

## 概要
近見山の山名は桜井唐子山または元国府跡から見たとき近くに見えたことから付けられたといわれる。
山頂近くの駐車場より2分で右側に山頂展望台への登り口があり遊歩道を10分ほど登ると山頂展望台エリアに到着する。そこからは芸予諸島の島々や来島海峡大橋を望むことができる。なお、この祠に祀られている祭神は弁財天とも明神とも云われるが不明である。その遊歩道の最後の折り返しを左に上がって行くと頂上エリアで、テレビアンテ塔局舎があり、そのフェンス外の草むらに二等三角点「明神山」標高243.53mがあるが展望は効かない。麓には、しまなみアースランド（下記）がある。

## 歴史
聖武天皇の勅願を受けて養老4年（720年）行基が不動明王を刻んで山頂に堂宇を建立して開基。弘仁年間（810年 – 824年）には空海（弘法大師）が嵯峨天皇の勅命によって再興し、不動院圓明寺と名付けたという。
かつては谷々に百坊を有し信仰と学問の中心であった。鎌倉時代文永5年（1268年）には著書の多いこと日本一で学問は内外に通じ、深く後宇多天皇の尊崇を受け、生前に国師の号を賜ったほどの学僧凝然（示観国師）が西谷の坊で八宗綱を著したことは有名である。
しかし、再三戦火に焼かれて境内を享保12年（1727年）麓に移転したのが現在の近見山寶鐘院延命寺である。
せんざんきとの関連
愛媛県東予地方の郷土料理であるせんざんきは、江戸時代、近見山のキジを捕獲し揚げ物にしたことが始まりとされている。

## ギャラリー
山頂展望台より

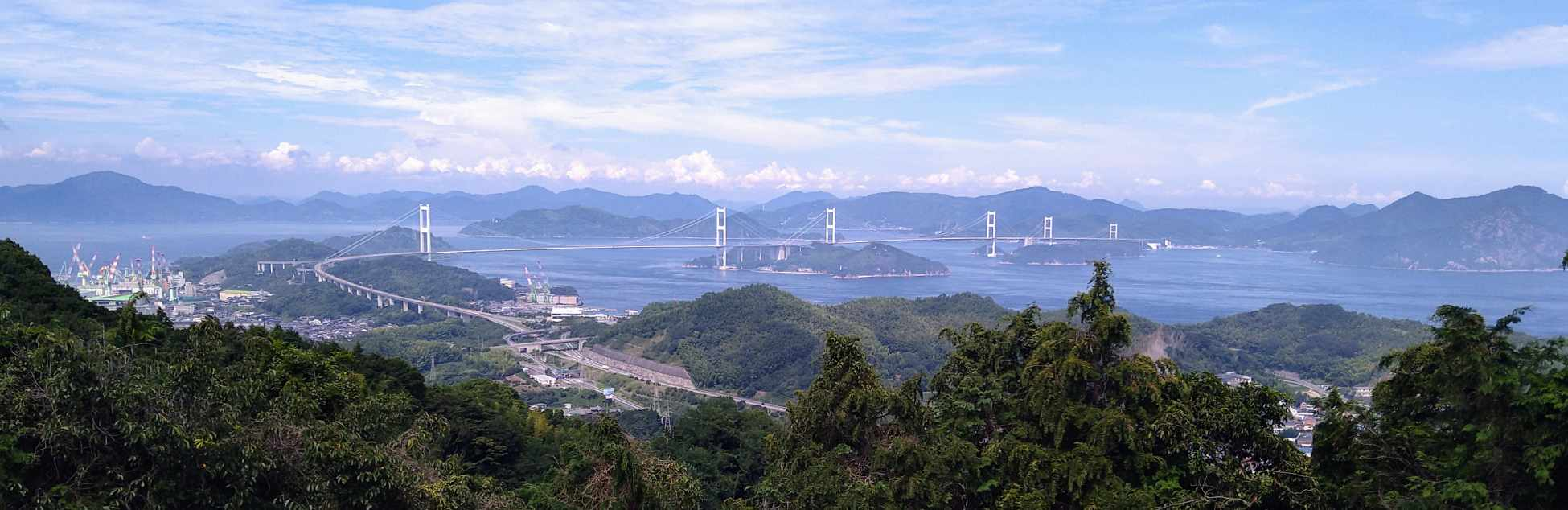
来島海峡
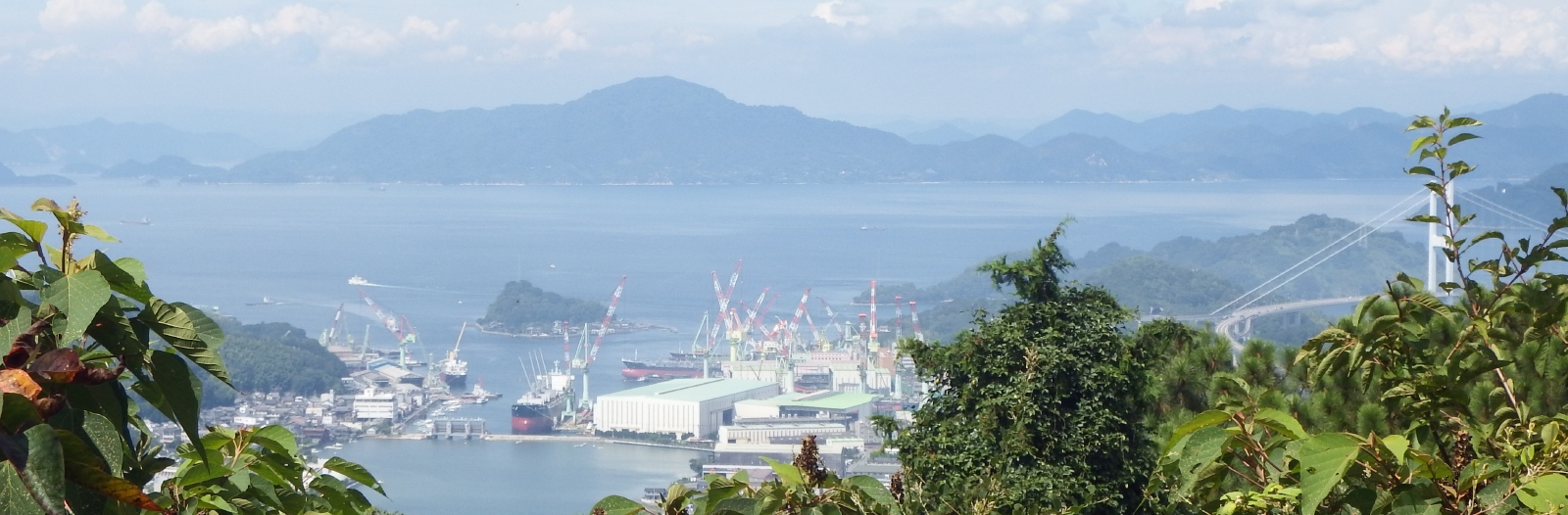
来島と大三島
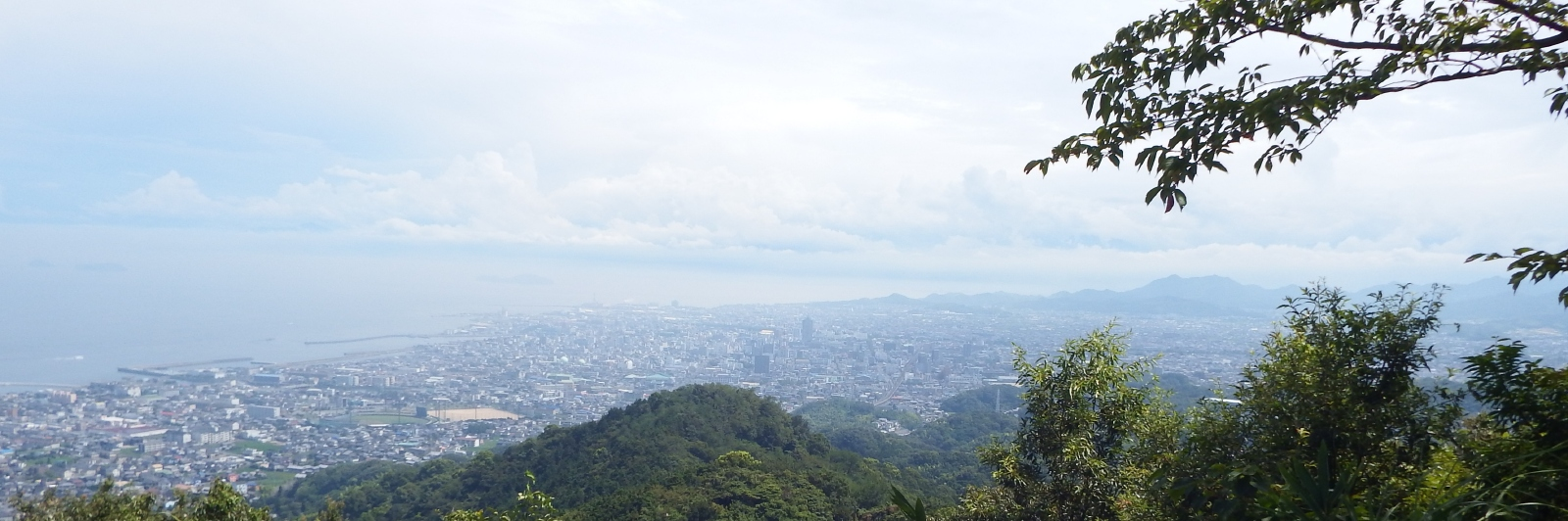
今治市中心部
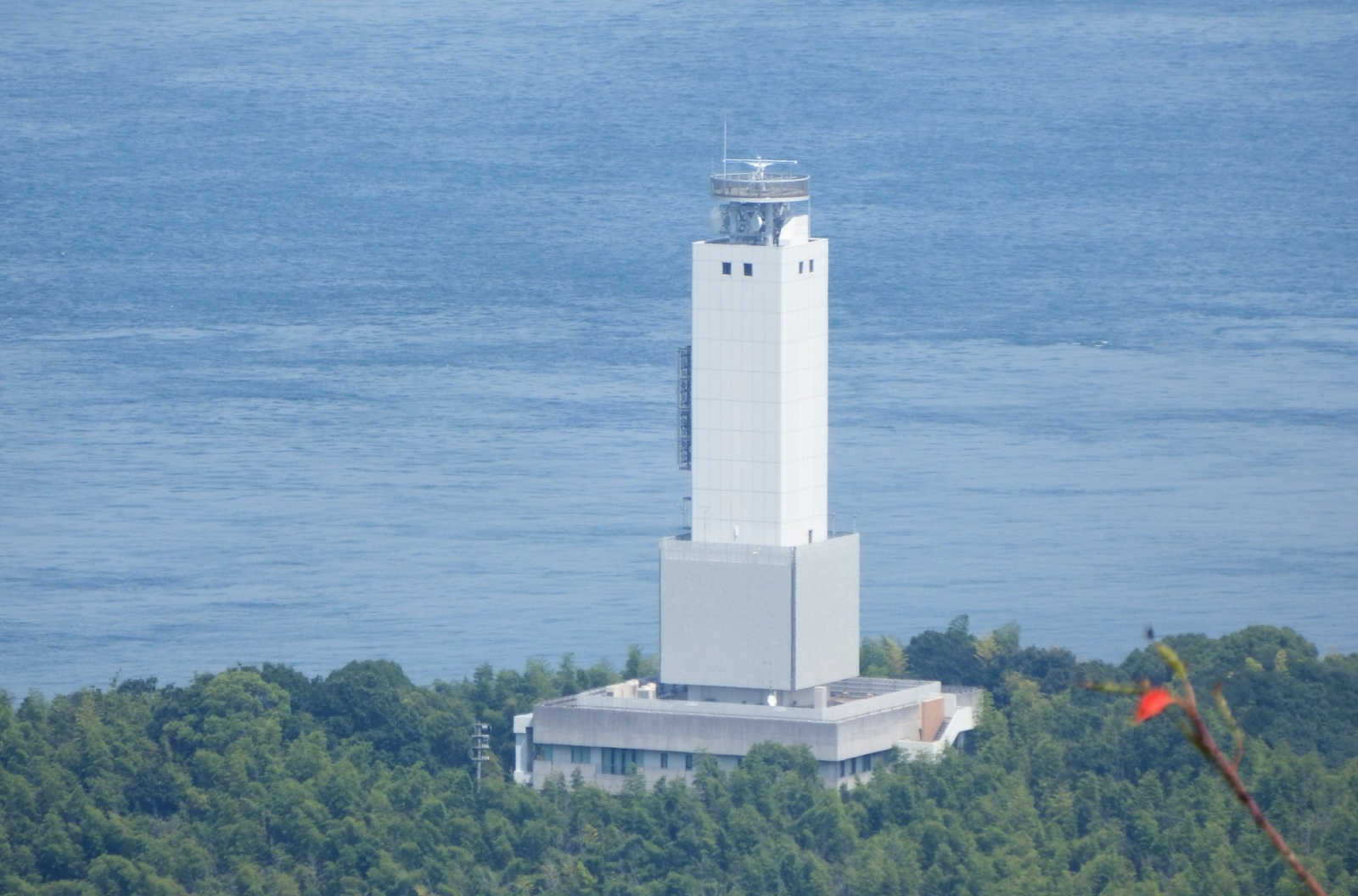
海上交通センター
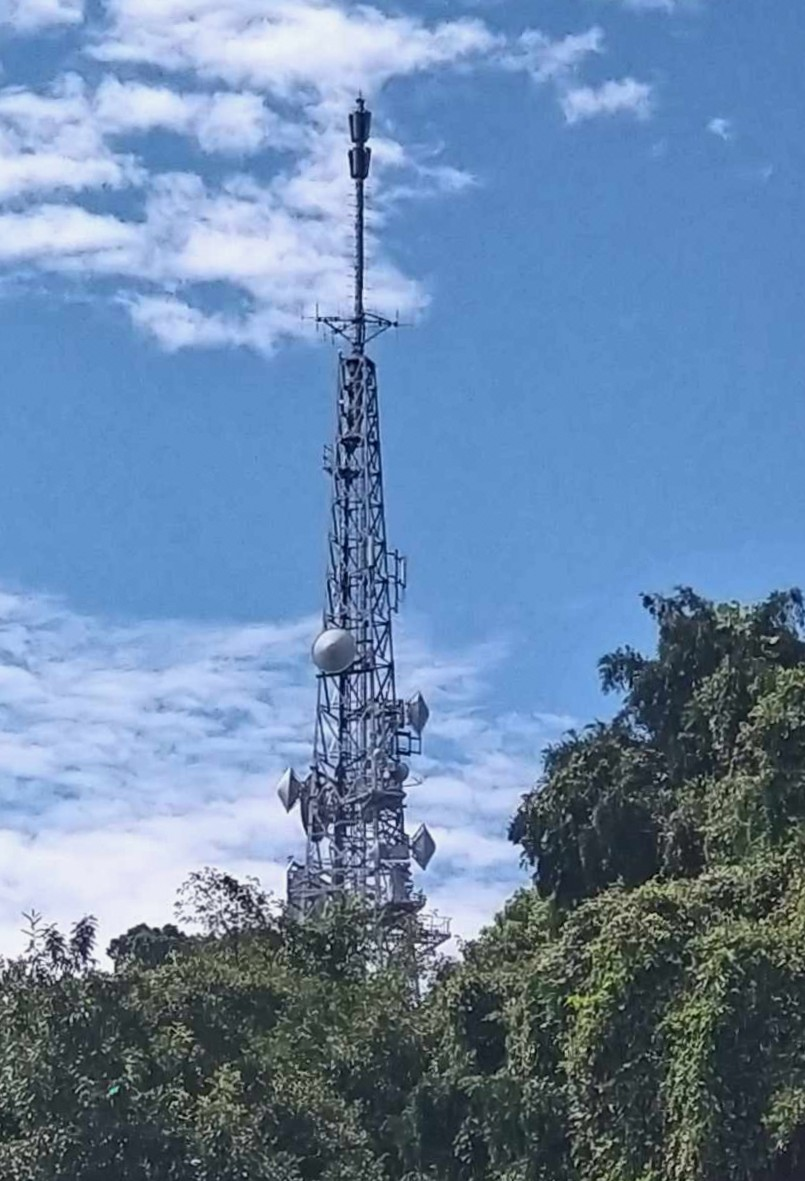
頂上に立つTVアンテナ

## 周辺

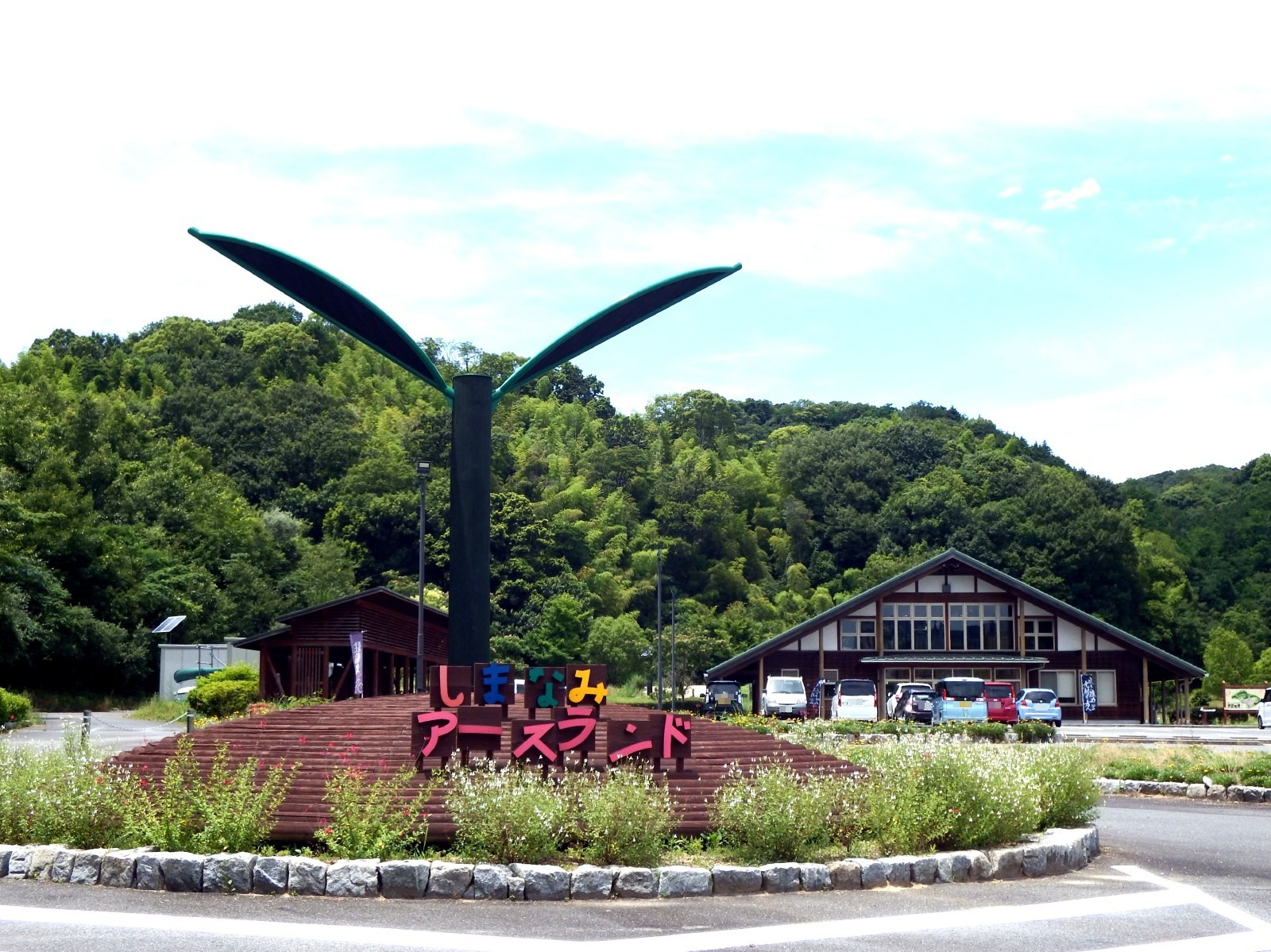
しまなみアースランド

しまなみアースランド （今治西部丘陵公園）
自然に親しみ体験を通じて自然との共生を学ぶことを目的に造られた公園 （北緯34度4分23.244秒 東経132度58分21.221秒）
入園無料・年中無休（管理事務所は年末年始休み）、駐車場8：30～20：00（芝生広場前90台、学習棟前80台）